# David Friedmann (Künstler)

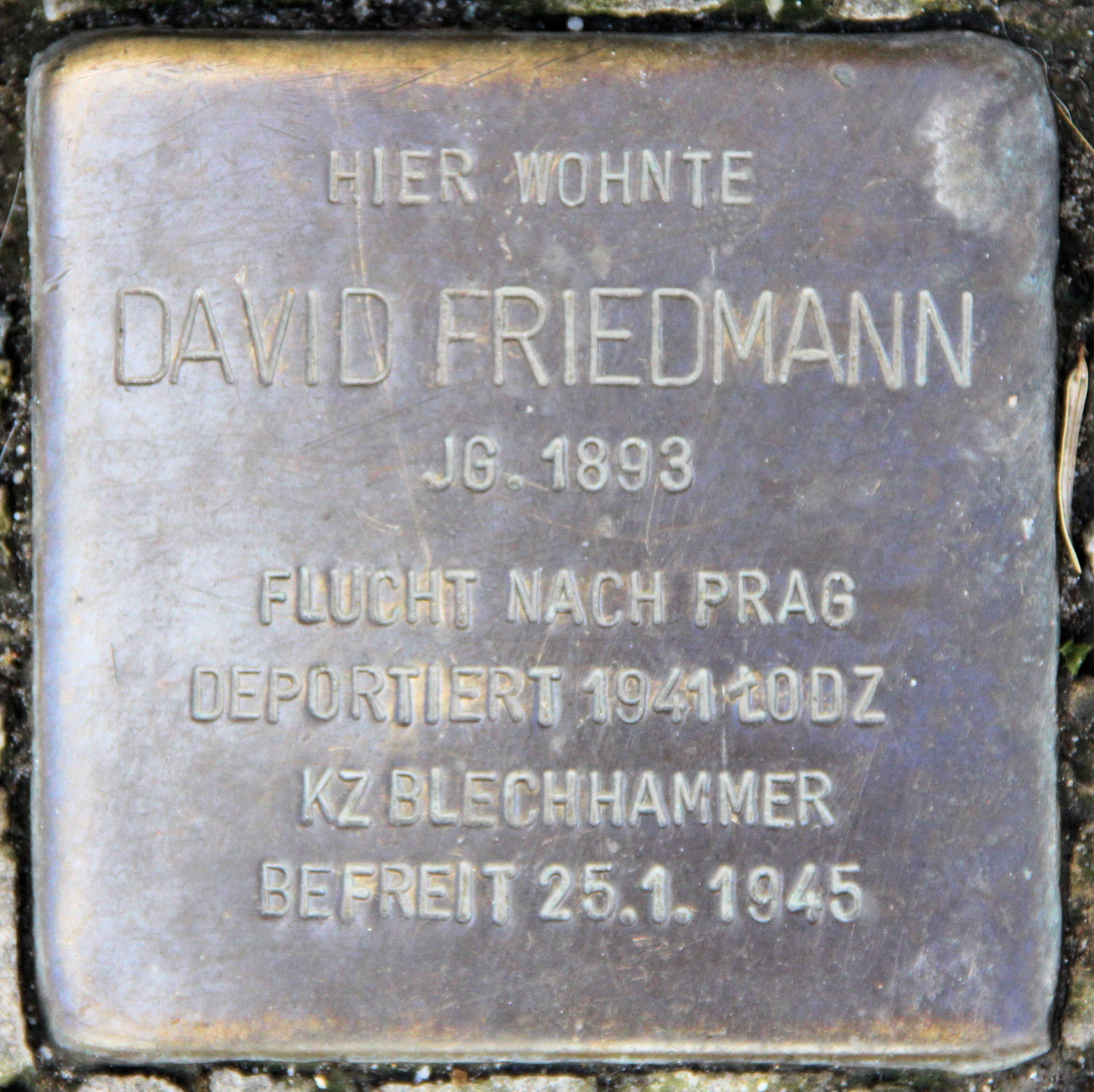
Stolperstein für David Friedmann

David Friedmann (* 20. Dezember 1893 in Mährisch-Ostrau, Österreich-Ungarn; † 27. Februar 1980 in St. Louis, Missouri) war ein österreichisch-tschechisch-amerikanischer Künstler und ein Überlebender des Holocaust.

## Leben
David Friedmann stammte aus einfachen Verhältnissen. Er hatte drei Geschwister. Sein Interesse galt schon früh der Kunst, außerdem aber dem Violinspiel. Friedmann absolvierte eine Ausbildung als Schildermaler und zog 1911 nach Berlin, wo er Theatermaler, Grafiker und Pressezeichner wurde. Er studierte bei Leo Kober und in der Malschule von Lewin-Funcke.
Da er später auch bei Lovis Corinth Malerei gelernt hatte, wozu ihm, ebenso wie zu einer Ausbildung in grafischen Techniken, eine Empfehlung von Max Liebermann verholfen hatte, wurde er im Ersten Weltkrieg als Kriegsmaler an der russischen Front eingesetzt. 1918 wurde er tschechischer Staatsbürger. Nach dem Krieg ließ er sich wieder in Berlin nieder, wo er in der Xantener Straße 23 sein Atelier hatte. Felix Nussbaum arbeitete im selben Haus, doch ist nicht bekannt, ob die beiden Künstler einander kannten.
Friedmann studierte 1921 Violine unter Carl Flesch, betätigte sich aber in der Hauptsache als Pressezeichner, unter anderem für Blätter des Ullstein-Verlags, und veröffentlichte Arbeiten in der jüdischen Zeitschrift Schlemiel. Er schuf Porträts von zahlreichen Prominenten und stellte regelmäßig aus, unter anderem bei der Berliner Sezession.

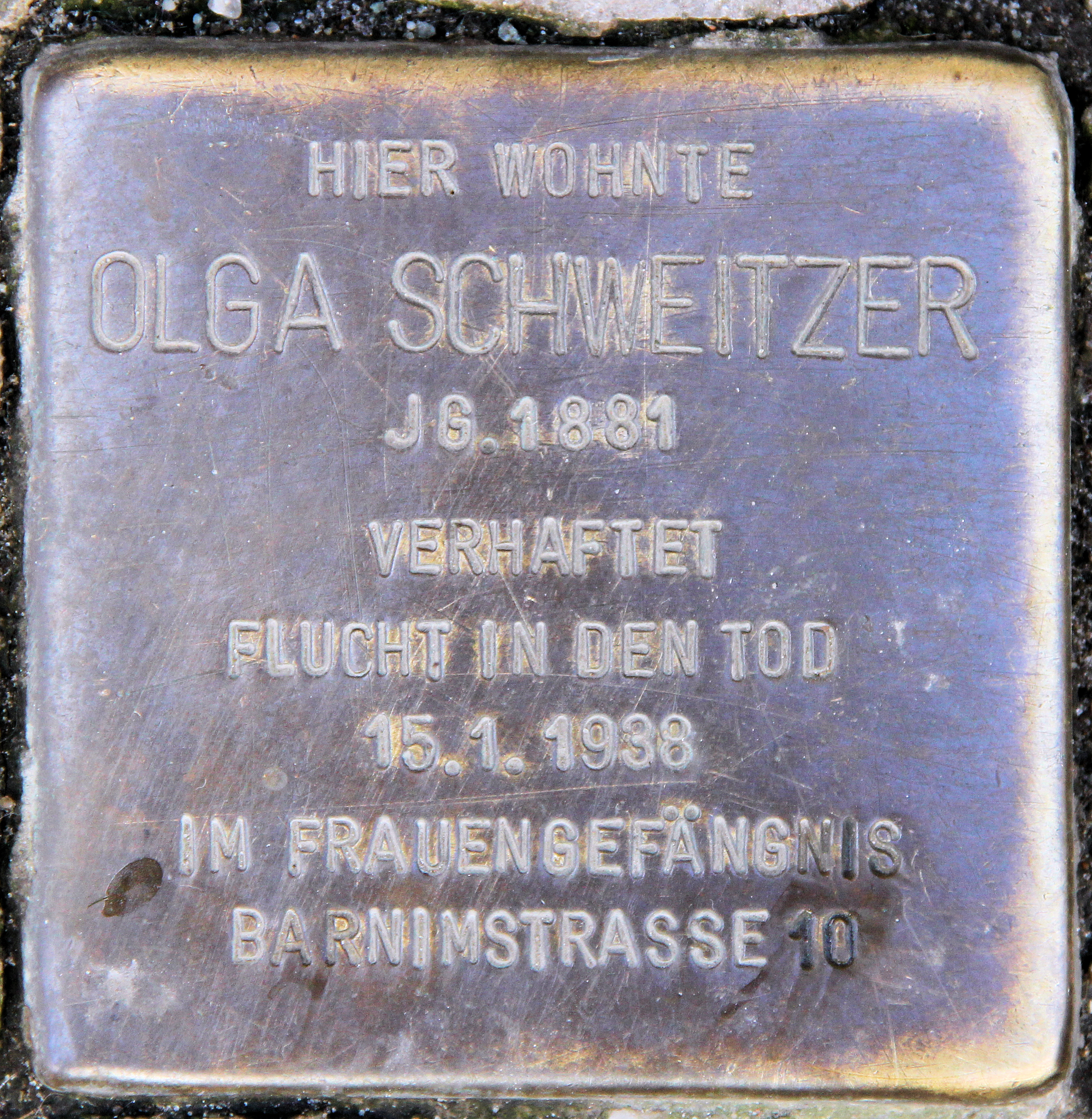
Stolperstein für Olga Schweitzer

Nachdem ihm 1933 Berufsverbot als Künstler erteilt worden war, gab er sein Atelier auf und gründete eine Malerfirma. Die Operettensängerin Olga Schweitzer, die unter dem Bühnennamen Olga Sarny oder Olga Sarni aufgetreten war, arbeitete in dieser Zeit als Sekretärin bei ihm. Olga Schweitzer und David Friedmann kannten einander bereits seit 1914; es kann angenommen werden, dass er nicht zuletzt ihretwegen in Berlin blieb. Nach einer Intrige 1938 verhaftet und zu einer Gefängnisstrafe verurteilt, nahm sich Olga Schweitzer im Herbst 1938 das Leben. David Friedmann sorgte dafür, dass sie auf dem jüdischen Friedhof in Berlin-Weißensee (Sektion W II, Reihe 9, Grab Nr. 97529) beerdigt wurde. Die Grabstätte ist unbezeichnet.

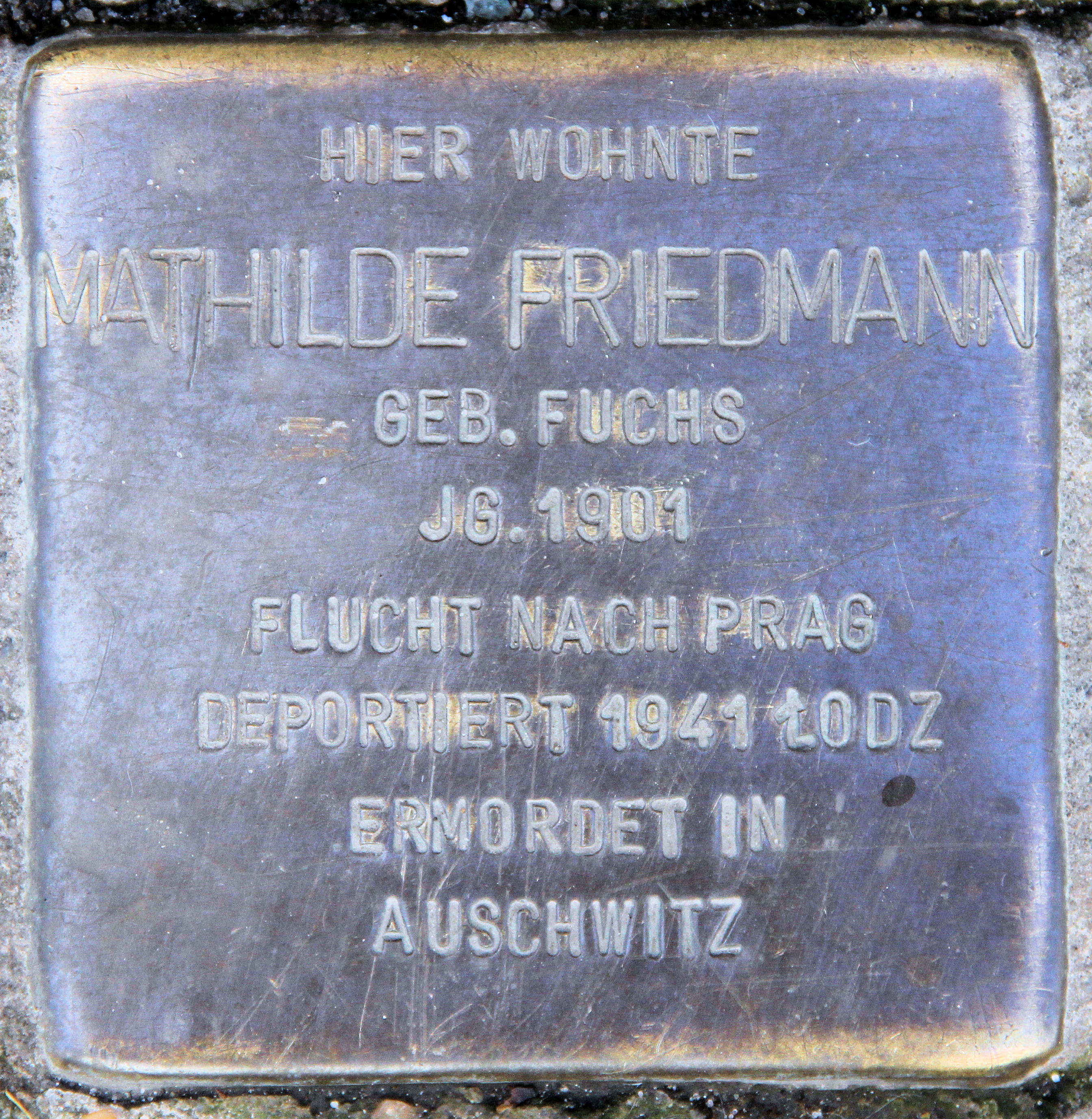
Stolperstein für Mathilde Friedmann

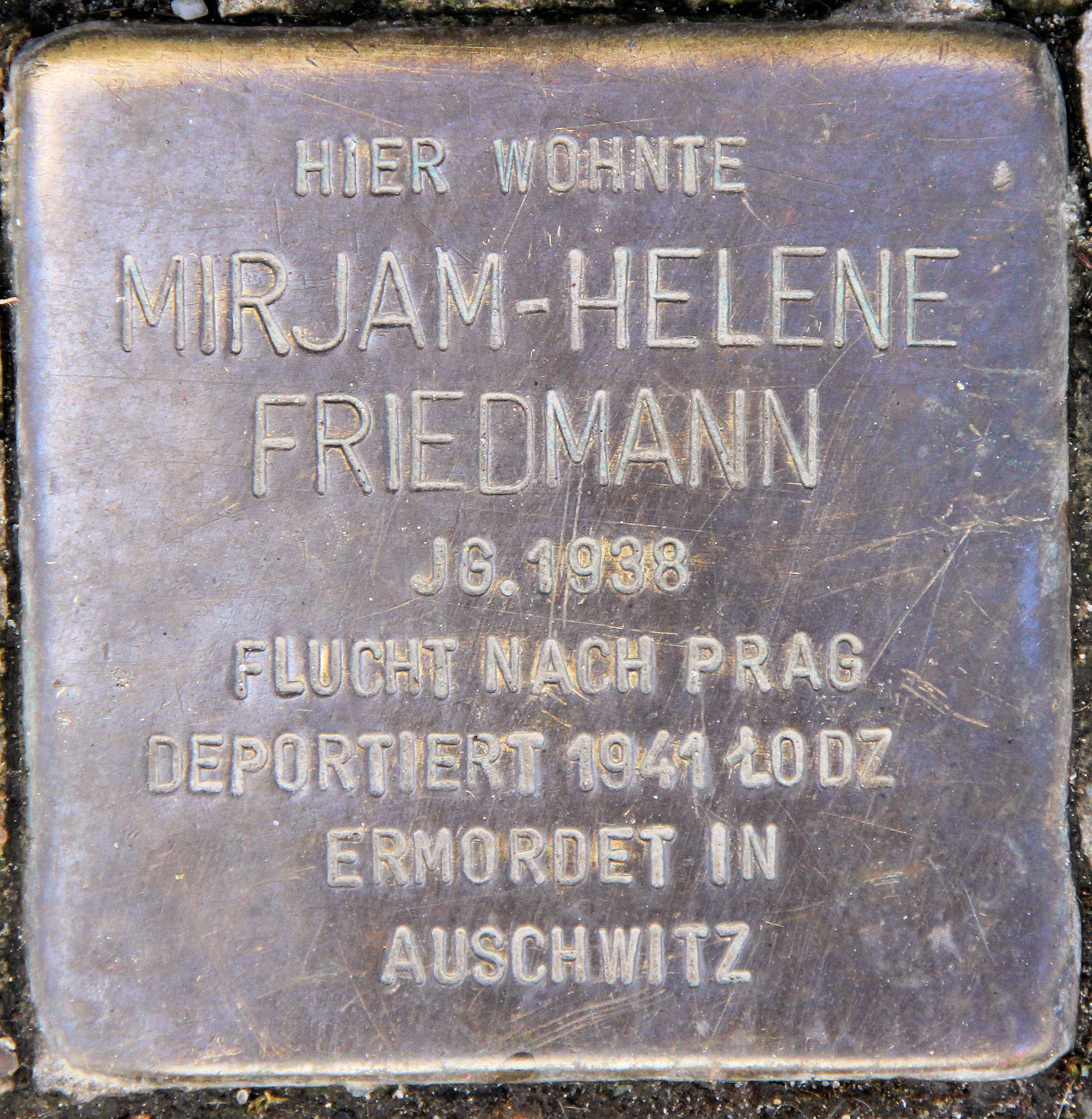
Stolperstein für Mirjam Friedmann

Vier Jahre nach der Machtübernahme der Nationalsozialisten heiratete Friedmann Mathilde Fuchs, eine Tochter des Professors Maximilian Fuchs. Die Tochter Mirjam Helene wurde im September 1938 geboren. Wenige Monate später, im Dezember 1938, floh die Familie nach Prag. David Friedmann musste sein komplettes künstlerisches Werk zurücklassen. Einen Teil seines Besitzes und seiner Bilder konnte er zunächst bei der Spedition Silberstein & Co. einlagern; dieser wurde allerdings später – wohl im Herbst 1941 – von der Gestapo dort beschlagnahmt. Ungefähr 1300 Werke sollen auf diesem Weg verlorengegangen sein; insgesamt verlor Friedmann nach eigenen Angaben während des Dritten Reichs rund 2000 eigene Kunstwerke.
Von 1939 bis 1941 arbeitete Friedmann in Prag wieder als Künstler. In dieser Zeit schuf er eine Porträtserie von Angehörigen der dortigen jüdischen Gemeinde. David Friedmann wurde mit Frau und Kind am 16. Oktober 1941 mit dem ersten Prager Judentransport in das Ghetto Litzmannstadt deportiert, nachdem wieder sein gesamtes künstlerisches Werk konfisziert worden war. Im Ghetto konnte er noch bis 1942 Kleinschmuck, Zigarettendosen und ähnliche Dinge entwerfen und außerdem Szenen aus dem Ghetto, dessen Chronik er schaffen wollte, malen und zeichnen. Fotografien von einigen Zeichnungen aus dieser Zeit sind erhalten geblieben. Im August 1944 wurde das Ghetto aufgelöst. Friedmanns Tochter war zu diesem Zeitpunkt krank und befand sich mit seiner Frau im Krankenhaus. Voneinander getrennt, wurden die Familienmitglieder nach Auschwitz deportiert, wo Mathilde und Mirjam Friedmann umkamen.
David Friedmann überlebte im Außenlager Gleiwitz, indem er für die SS-Aufseher als Maler arbeitete. Nach einem Todesmarsch wurde er am 25. Januar 1945 im Lager Blechhammer in Oberschlesien befreit. Er kehrte nach Prag zurück, wo er erfahren musste, dass seine Frau und sein Kind nicht mehr am Leben waren.
In den folgenden Jahren schuf er zahlreiche Kunstwerke, in denen er seine Erlebnisse im Ghetto und Lager thematisierte. 1948 heiratete er ein zweites Mal. Seine zweite Ehefrau, Hildegard Taussig, hatte die Lager Theresienstadt, Auschwitz und Christianstadt überlebt. Mit ihr floh er 1949 über Österreich und Italien nach Israel, nachdem die Kommunisten in der Tschechoslowakei an die Macht gekommen waren. 1950 kam seine zweite Tochter, die er wiederum Miriam nannte, zur Welt. Ab 1954 lebte die Familie in den USA. Dort arbeitete David Friedmann für eine Werbeagentur und fertigte Plakate an. Ab 1960, dem Jahr seiner Einbürgerung, nannte er sich David Friedman.
An David Friedmann, seine erste Frau, seine erste Tochter und Olga Schweitzer erinnern vier Stolpersteine vor dem Haus Paderborner Straße 9 in Berlin.
Ein Logenbruder aus der  Freimaurerloge Germania zur Einigkeit, der Friedmann seit 1922 angehört hatte, sorgte für die Verlegung dieser Stolpersteine.
Werke Friedmanns befinden sich unter anderem im Yad-Vashem-Kunstmuseum in Jerusalem, im United States Holocaust Memorial Museum in Washington, D.C., im Jüdischen Museum und im Nationalmuseum in Prag, im Centrum Judaicum in Berlin und in der Königlich Niederländischen Bibliothek in Den Haag.